# Darryl Greenamyer
Darryl George Greenamyer, né le 13 août 1936 à South Gate (Californie) et mort le 1er octobre 2018 à Indio (Californie), était un aviateur américain, titulaire de plusieurs records du monde de vitesse.